# Mateusz Polaczyk
Mateusz Polaczyk est un kayakiste polonais pratiquant le slalom né le 22 janvier 1988 à Limanowa.

## Palmarès

### Jeux olympiques
- 2012 à Londres (Royaume-Uni)
  - 4e en K1

### Championnats du monde de canoë-kayak slalom
- 2015
  -  Médaille d'argent en K-1
- 2013
  -  Médaille d'argent en K-1 par équipe
  -  Médaille de bronze en K-1
- 2011
  -  Médaille d'argent en K-1
- 2006 à Prague, (République tchèque)
  -  Médaille de bronze en K-1 par équipe

### Championnats d'Europe de canoë-kayak slalom
- 2023 à Cracovie  Pologne (partie des Jeux européens de 2023)
  -  Médaille d'argent en K-1 par équipe

- 2020
  -  Médaille de bronze en K-1

- 2018
  -  Médaille d'argent en K-1 par équipe

- 2017
  -  Médaille d'or en K-1
  -  Médaille de bronze en K-1 par équipe

- 2014
  -  Médaille de bronze en K-1 par équipe

- 2011
  -  Médaille d'argent en K-1 par équipe

- 2010 à Čunovo (Slovaquie)
  -  Médaille d'or en K-1 par équipe

- 2008 à Cracovie (Pologne)
  -  Médaille d'or en K-1 par équipe

- 2006 à l'Argentière (France)
  -  Médaille d'argent en K-1 par équipe